# Ilona Harima
Ilona Harima, född 4 mars 1911 i Vasa, död 9 juni 1986 i Helsingfors, var en finländsk konstnär. 
Ilona Harima var det äldsta av två barn till affärsmannen Samuli Hohenthal och Anna Björklund. Hon växte upp i Helsingfors från sju års ålder. Hon utbildade sig från 1927 i grafisk konst på Centralskolan för konstflit i Helsingfors. Hon avbröt studierna efter två år, arbetade under en period på en reklambyrå, men ägnade sig senare åt konstnärlig verksamhet.
Hon hade tidigt ett stort intresse för asiatisk kultur och asiatisk konst, särskilt från Indien och Tibet. I ungdomen gjorde hon studieresor till Paris och Italien, och uppsökte då också samlingar av asiatisk konst. Efter hand ökade hennes intresse av andlighet och hon anslöt sig 1936 till Teosofiska samfundet i Finland.
Ilona Harima arbetade mestadels med gouacher och akvareller i det lilla formatet, men gjorde också en del målningar i större format. Hon målade gudsfigurer, änglar, människor med ljus andlighet, men också lidande människor.  Hon målade också landskap och detaljerade bilder av växter och fåglar. Hennes målningar präglas av asiatiska andliga influenser med symboler som flammor, solstrålar, solskivor, himmelska ögon och blommande lotusblommor.
Hon hade sin första utställning 1934 på Galleri Strindberg i Helsingfors. Hon hade få utställningar och var tveksam till att sälja sina verk, utan skänkte bort dem till vänner och släktingar. Hon korresponderade med Hilma af Klint, som påverkade henne till att studera Rudolf Steiner. 
Ilona Harima mötte den likasinnade unge arkitekten Erkki Rautiala i teosofkretsar och gifte sig med honom i augusti 1939. Paret fick en dotter 1941.